# ترانسبورت يونايتد إف سي
 تأسس نادي ترانسبورت يونايتد إف سي في عام 2001 وهو نادٍ بوتاني محترف لكرة القدم النادي مقره في تيمفو ، ويلعب حاليًا في دوري بوتان الممتاز . ويلعب على ملعب Changlimithang . وحقق نادي ترانسبورت يونايتد إف سي خمس بطولات وطنية ، 
في موسم 2017 ، حقق نادي ترانسبورت يونايتد إف سي اللقب بعد أن أنهى الموسم دون أن يتعرض لأي هزيمة ، وعليه تأهل إلى كأس الاتحاد الآسيوي لأول مرة في تاريخه.
وخلال العقد الأول من القرن الحادي والعشرين كان نادي ترانسبورت يونايتد إف سي قوة مهيمنة في كرة القدم البوتانية .

## إنجازات
- بوتان الوطني ، الدوري الممتاز

الفائز: 2017 ، 2018
الوصيف: 2019
- القسم الأول ، دوري تيمفو

الفائز: 2004 ، 2005 ، 2006 ، 2007 ، 2018

## سجل قاري
تسجل حصيلة أهداف ترانسبورت يونايتد أولاً في جميع النتائج (ذهاباً وإياباً)
| الموسم | منافسة              | مستدير             | النادي               | الصفحة الرئيسية | بعيدا | مجموع |
| ------ | ------------------- | ------------------ | -------------------- | --------------- | ----- | ----- |
| 2018   | كأس الاتحاد الآسيوي | الجولة التمهيدية 1 | وصلة=\|حدود بنغالورو | 0–0             | 0-3   | 0-3   |
| 2019   | كأس الاتحاد الآسيوي | الجولة التمهيدية 1 | وصلة=\|حدود كولومبو  | 1-2             | 1-7   | 2-9   |